# Alexander Krylov
Alexander Krylov (nacido el 1 de julio de 1969) es un científico social, publicista y sacerdote católico alemán. 

## Biografía
Alexander Krylov nació en el seno de una familia germano-rusa en la Unión Soviética. Tras abandonar la escuela, estudió primero historia y ciencias socioeconómicas, y más tarde psicología y filosofía. Después se doctoró en filosofía social y psicoanálisis en la Universidad de Moscú (1999).  Tras doctorarse, estudió economía y teología. Krylov trabajó como profesor y director de un servicio socioeducativo de 1990 a 1993. De 1993 a 1998, fue jefe de relaciones públicas de la fundación «Niños de Rusia», en Moscú. De 1998 a 2000 fue Vicedecano de la Facultad de Economía y Gestión de National Institute of Business. De 2001 a 2008 trabajó en el Instituto de Economía Mundial y Gestión Internacional de la Universidad de Bremen. De 2008 a 2010 fue profesor en la University of Management and Communication de Potsdam. Desde 2006 fue profesor de Gestión de la Comunicación en la Cátedra de Gestión y Emprendimiento del National Institute of Business. 2010-2015 - Redactor jefe de la revista «West-Ost-Report - International Forum for Science and Research». 2008-2016 - Director del West-Ost-Institut de Berlín. Al mismo tiempo, fue el segundo presidente y miembro del consejo de Bremen School of Economics.
En 2011, Krylov fue condecorado con la medalla de oro «Por los servicios prestados a la educación y la ciencia», en 2013 el National Institute of Business le nombró Prof. h. c., seguido de otro nombramiento como profesor honorario en la Universidad de Humanidades y Ciencias Sociales de Moscú en 2015.
El 3 de junio de 2016, Alexander Krylov fue ordenado sacerdote en la catedral de Colonia por el arzobispo de Colonia, el cardenal Rainer Maria Woelki. 

## Ciencia e investigación
La investigación de Krylov se centra en la antropología psicoanalítica, la identidad social y personal y el cambio social. Según Krylov, el psicoanálisis clásico pasó de ser una forma de psicoterapia a convertirse en filosofía. En el proceso, las ideas de Freud y sus sucesores se convirtieron cada vez más en tema de debate sobre la comprensión filosófica del ser humano. En la monografía «Evolución de las identidades» (2010), demostró que la imagen que el hombre tiene de sí mismo está bajo la influencia del cambio social. El hombre moderno trata de definirse a sí mismo no sólo a través de las identidades tradicionales, sino cada vez más también a través de nuevas identidades como la identidad virtual, la identidad de consumidor, la identidad de estilo de vida, la identidad de celebridad y otras. En su búsqueda de contenidos antropológicos fundamentales sobre la identidad, se centró en la religión. En su monografía «Identidad religiosa», escribe sobre la búsqueda de identidad, vinculada a los problemas psicológicos personales y las crisis de la sociedad postindustrial. En economía, Krylov se ocupó de cuestiones de ética empresarial, Corporate Social Responsibility, gestión intercultural y comunicación corporativa. Se dio a conocer en Alemania gracias a varias publicaciones, entre ellas las antologías que publicó, como “Manual de ética empresarial europea”. 